# 코끼리
코끼리(elephant, 象)는 장비목에서 유일하게 현존하는 코끼리과를 구성하는 동물들의 총칭으로, 현생 육상동물 중 가장 몸집이 크다. 현재까지 확인된 현존하는 종은 총 3종으로, 아프리카코끼리·아시아코끼리·둥근귀코끼리로 나뉜다. 이미 오래전 멸종한 매머드도 같은 과로 분류된다. 열대 및 일부 온대 기후를 보이는 사하라 이남 아프리카·남아시아·동남아시아ㆍ중국 등지에 걸쳐 서식한다.

## 어원
‘코끼리’는 ‘코가 긴 것, 코가 긴 짐승’이라는 뜻으로 ‘고ㅎ + 길- + -이’의 구성으로 만들어진 것이다. ‘고ㅎ’는 ‘코’를 가리키는 단어였고, ‘길-’은 ‘長’의 뜻을, ‘-이’는 ‘것, 짐승’의 뜻을 나타낸다.
‘코끼리’의 어형으로 나타나는 것은 훈민정음으로 표기된 초기의 문헌인 <월인석보>에 ‘고키리’의 형태로 나타났다. ‘고기리, 코기리, 코길이’와 같은 형태는 ‘코가 긴 것’이라는 뜻을 드러낸 것이다. ‘코’를 나타내는 형태가 ‘고ㅎ’에서 ‘코’로 바뀌면서 ‘코키리, 코ᄭᅵᆯ이, 코끼리’로 변하게 된다.
15세기의 ‘고키리’에서 현대의 ‘코끼리’에 이르기까지 의미는 변화하지 않았다.

## 코끼리의 몸

### 다리
몸 표면에는 굵은 털이 전체에 조잡하게 나 있으며, 꼬리 끝에는 줄모양의 긴 털이 나 있다. 몸을 지탱하기 위한 다리는 굵은 원기둥 모양이며 특히 무릎이 아래쪽에 있기 때문에 무릎을 꿇고 앉을 수 있다. 발에는 두툼한 판이 있어서 쿠션 구실을 한다. 코끼리 발은 몸무게 때문에 디디면 펴지고, 들면 오그라든다. 그래서 진흙 땅에서도 쉽게 발을 옮길 수 있다. 발굽의 수는 앞뒷발 모두 5개의 발가락수와 일치하지 않아서 앞발이 4-5개, 뒷발이 3-4개이다.

### 코
코끼리의 코는 가장 활용을 많이하는 수단이다. 코는 숨을 쉴뿐만 아니라 물을 마시고, 나무잎을 뜯고, 손과 같은 역할을 하여 동전까지 집을 수 있는 아주 예민한 것으로 손과 같다.  또 물 속에서 숨을 쉴 수 있고 적을 물리칠 때 쓰기도 한다. 죽은 동료를 인식할 때도 동료의 뼈를 코로 더듬으면서 인식한다.

### 체온조절
코끼리는 땀을 흘려서 높아진 체온을 조절할 수 있는 땀샘이 없어서 큰 귀로 부채질을 하거나 물을 몸에 뿌려서 식힌다. 코끼리의 코끝은 촉각이 예민한데, 물체의 모양을 알 수도 있고, 표면의 거친 정도나 온도도 느낄 수 있다. 또한 다른 코끼리와 의사 소통을 할 때도 코를 사용한다. 귀는 크고, 모세혈관이 빽빽한 귓바퀴는 귀를 부채처럼 움직임으로써 귀에 흐르는 혈액을 냉각시키는 작용을 한다.

### 청각
청각은 예민하여 3km나 떨어진 곳에서 나는 소리도 들을 수 있다. 시각은 둔하며 색맹이어서 적의 접근을 탐지하는 데는 주로 후각에 의지한다. 머리에 비해 눈은 작고 미각은 발달되어 있지 않다. 코끼리의 위턱에만 한 쌍 나있는 엄니는 일생 동안 계속 자라서 상아가 된다.

### 치아
상아의 2/3는 위턱에서, 1/3은 머리뼈에서 시작된다. 이 상아는 먹이를 파내거나 싸울 때 사용한다. 또 1,000kg 정도의 물체를 들어올리고 운반할 수 있다. 이 상아로 사자나 호랑이를 도살시키는 일이 있으며, 코가 피곤하면 이 상아에 올려 놓기도 한다. 새끼 코끼리는 젖상아가 나지만, 5cm가 채 안 되고 두 살이 되기 전에 빠진다. 젖상아가 빠지면 영구상아가 새로 나서 일생 동안 계속 자란다. 어금니는 아래 위로 한 쌍씩 나 있는데, 새로운 이가 뒤에서 묵은 이를 밀어내는 형태로, 어릴 때 3회, 어른이 되어 3회 이갈이를 한다.

### 소화계
소화계는 비교적 단순한 구조로 소화기관이 약 16m이고 위와 장은 단순하지만 맹장과 대장이 무척 크다. 이 맹장에서 음식물의 발효가 이루어지며 셀룰로오스를 분해하나, 효율이 떨어져 40%정도밖에 소화하지 못한다. 
거기에 하루에 최대 300kg을 먹기에 배설량이 상당한데, 하루에 50Kg정도를 배출한다. 현재 지구상 코끼리들의 배설물은 세계에서 가장 큰 것이다.

### 뇌
뇌는 아시아코끼리·아프리카코끼리 모두 5-6kg 정도로 머리부분이 크며 머리를 받치는 목은 짧다. 대뇌는 비교적 작은 편이고 소뇌를 덮고 있지 않다. 코끼리는 뇌가 커서 동물 중에서는 지능이 가장 높은 편에 든다. 코끼리의 뇌는 인간 뇌의 2배 정도된다. 코끼리는 매우 영리하고 기억력이 좋은 동물로 정평이 나 있다. 죽은 동료나 가족의 마른 뼈를 알아보고 코로 만지기도 하며, 수백 킬로미터에 떨어진 물가를 기억하며, 심지어 35년 전에 헤어진 인간을 다시 만나며 과거를 기억한 것으로 알려져 있다. 인간 목소리를 듣고 자신에게 위협이 되는지 판단하기도 한다. 아는 사람이나 여성, 어린이의 목소리에는 크게 반응하지 않지만, 낮선 성인 남성의 목소리를 들으면 후퇴하거나 경계태세를 취한다.

### 의사소통
코끼리는 청각이 매우 뛰어나기 때문에 주변에 사자, 호랑이 등 맹수가 나타나면 다른 동료들에게 음파를 발사하여 신호를 보낸다. 먼곳에 있는 동료들에게는 발로 신호를 보내어 수 Km 밖에서도 음파를 감지할 수 있다. 매우 영리하기 때문에 충분히 훈련된 코끼리는 사람의 언어를 구사할 수 있다.

## 생태
코끼리는 일반적으로 30~40마리씩 무리를 짓고 산다. 암컷과 새끼로 구성되어 평균 10마리가 한 가족을 이룬다. 새끼는 갓 태어난 것에서 약 12살 된 것까지 있다. 수컷은 성체가 되면 가족과 떨어져 나가 다른 수컷들과 다소 자유로운 무리를 이루며 가끔 가족을 찾아올 뿐이다.
코끼리의 무리는 이른 아침과 저녁 때 먹이를 구하며 이동하는데, 속도는 시속 4~6km이다. 그러나 위험을 느끼거나 공격할 때에는 시속 40km 정도로 달릴 수 있다. 낮에는 물에서 지내기를 좋아하고, 목욕이 끝나면 몸에 진흙을 묻혀 등에·진드기·침파리 등으로부터 피부를 보호한다. 먹이는 나뭇잎·나뭇가지·풀·대나무잎·과실 등인데, 어른코끼리는 하루에 300kg을 필요로 한다. 물은 하루에 70~90리터가 필요하며 건기에는 물을 찾아서 이동한다.

### 임신
보통 코끼리는 4년에 한번 임신을 하게 된다. 임신기간은 20~22개월이고, 보통 한배에 1마리를 낳지만, 드물게 쌍둥이를 낳는 경우도 있다. 코끼리는 죽을때까지 임신을 할 수 있으며 심지어 죽은 암컷의 배에 새끼를 가진 것도 발견된다.
암컷은 9~12세부터 출산할 수 있고, 건강한 암컷은 일생 동안 6마리 정도 출산한다. 코끼리는 양 옆머리, 눈과 귀의 중간 쯤에 한 개씩 측두샘이 있다. 수코끼리는 25년이 지나면 한 해에 한 번 정도 이 측두샘이 부풀어 올라 강한 냄새가 나는 검은 지방질 물질을 2~3개월 동안 분비한다. 이 기간이 수코끼리의 발정기이다. 평소에 60배에 달하는 호르몬의 분비로 눈물자국이 나타난다. 발정한 코끼리는 흥분해 있기 때문에 아주 위험하여 사람과 다른 동물들을 공격한다. 매년 500명이 코끼리에 의해 사망한다. 심리적으로 상처받은 젋은 코끼리들이 호르몬이 왕성한 상태에서 코뿔소 여러 마리를 죽이는 일이 보고되었다.
새끼는 100~145kg 정도이며 어깨높이는 85~95cm이다. 새끼는 태어난 지 한 시간도 안 되어서 걸을 수 있다. 새끼는 처음에는 어미젖으로 살아가나 3~4개월이 지나면 풀을 먹기 시작한다. 코끼리는 일생 동안 계속 자라기 때문에 늙을수록 몸집이 커지고 수컷이 암컷보다 크다. 새끼는 3~4세까지 어미와 함께 지낸다.

### 자기방어
코끼리는 덩치가 크고 피부가 두껍기 때문에 다른 동물에게 해를 입지 않는다. 주로 사자나 호랑이 등이 코끼리를 노리는데 큰 코끼리는 공격하지 못하고 어쩌다 새끼를 노릴 뿐이다. 무리가 위험에 처하면 큰 코끼리들은 둥글게 새끼를 둘러싼다. 코끼리는 몸을 실룩거리고 귀를 바짝 세워 적을 위협한다. 그러다가 적이 공격해오면 적을 밟거나 상아로 받는다.
코끼리는 잘 놀라는데, 총소리가 나면 집단 전체가 공포에 질려 소리를 낸 대상을 공격하거나 후퇴를 한다. 놀라거나 성이 나면 코로 나팔 소리를 낸다. 한편 이가 빠져 먹이를 씹을 수 없게 되면 굶어 죽는다. 코끼리가 죽으면 몸은 썩어 없어지고 상아만 남는다. 수명은 60~70년이다. 그러나, 동물원의 좁은 공간에서 생활하는 코끼리의 수명은 평균 17세가 안 된다고 한다.

### 야생 코끼리
야생 코끼리의 생활은 무리생활을 통해서 행동이나 의사소통 방법을 가르치고 배우는 등 매우 복잡하다.돌고래나 까마귀처럼 고유의 언어가 있으며, 기억력이 굉장히 좋아서 사회행동이나 광활한 지역을 여행할 때 유용하게 쓰인다. 우두머리인 '가장 암컷'은 전체 가족을 위해 필요한 지식을 가지고 있다. 이동할 길, 과일나무가 있는 곳, 가뭄에 물을 찾는 방법, 그 밖에 생존에 필요한 정보까지 기억하고 있다. 이러한 지식은 어린 암컷들에게 전수되고, 후에 이 암컷 중의 한 마리가 우두머리가 된다.
야생 코끼리는 생태계에서 여러 가지 중요한 일을 수행한다. 삼림지대에서 나무와 식물을 먹어치워 탁트인 땅을 넓히고 이렇게 만들어진 넓은 땅은 보다 많은 종류의 동물이 살 수 있는 터전이 된다. 또한 코끼리는 마른 강바닥을 파서 지표수가 나오도록 하는데, 다른 동물들도 이 물을 마시고 살아간다. 거기다 코끼리들이 삼림 속을 지나가고 나면 영양이나 얼룩말 등이 이용할 수 있는 길이 생긴다.

## 인간과의 관계

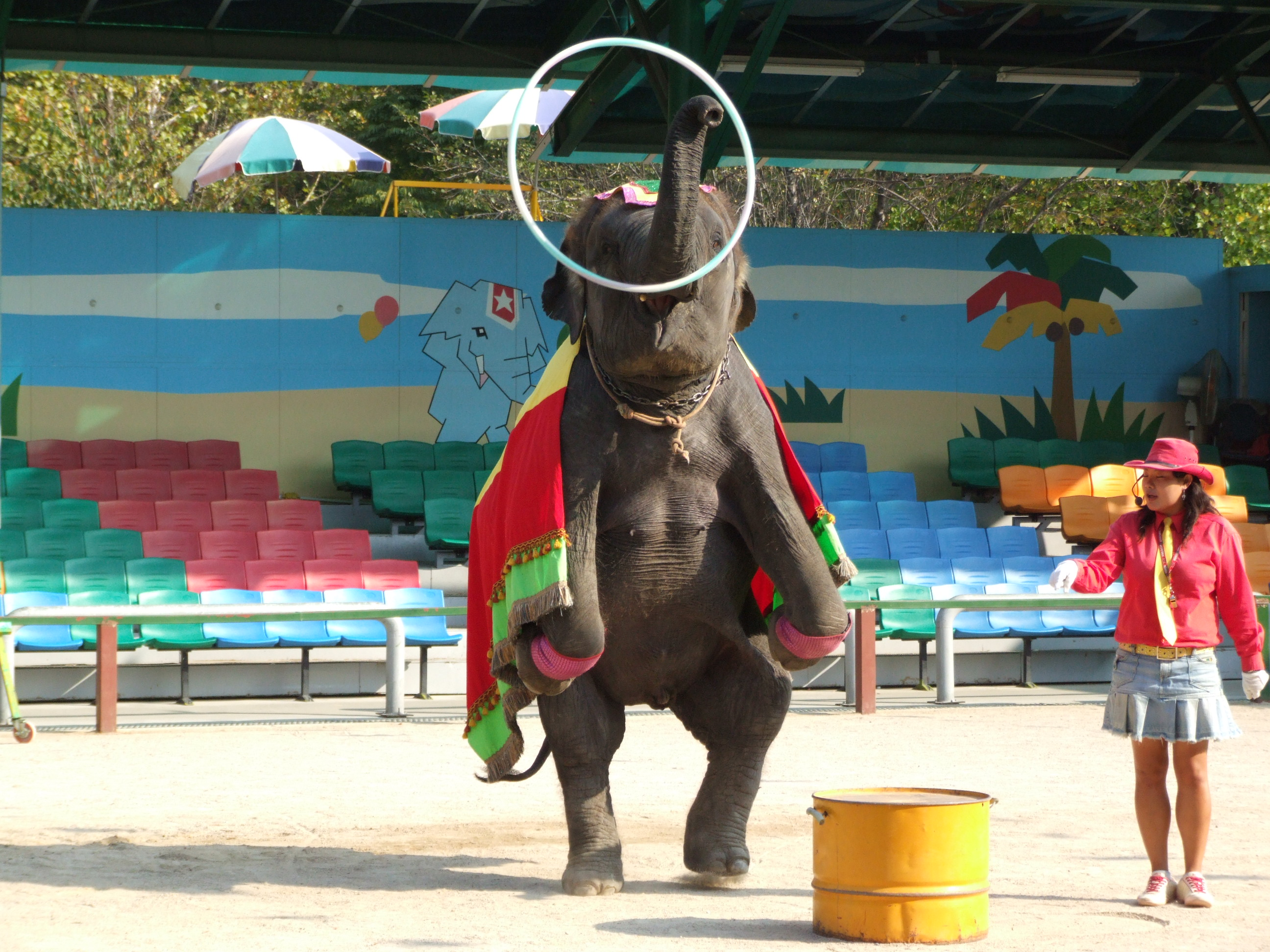
대공원 코끼리쇼

사람들은 수천 년 전부터 코끼리를 길들여 이용했다. 오늘날에도 아시아 몇몇 나라의 벌목장에서는 코끼리를 이용하는데, 차가 들어가기 힘든 곳에서 무거운 통나무를 들어 운반할 수 있다. 그러나 상아를 노린 코끼리 사냥과 농경지의 확대로 서식처가 감소해서 코끼리는 생존을 위협받고 있다.
아시아에서는 사람 수가 증가하는 만큼 코끼리가 줄어들어 코끼리의 수가 4만 마리도 채 안 된다. 아프리카에서는 불법 사냥으로 1979년에는 130만 마리이던 것이 1990년대 초에는 겨우 60만 마리밖에 남지 않았다.
힘이 강해서 노동용으로 활용하기 좋지만 소, 돼지, 말 등의 동물들과는 비교도 안 되게 많은 양의 먹이를 먹기 때문에 가축용으로는 부적합하다.
동남아 일부 지역에서는 벌목꾼들이 합법적으로 코끼리와 협력해 목재를 얻는다.

### 환경파괴와 생존 위협
코끼리가 생존하는 데는 많은 양의 먹이와 물을 필요로 한다. 아프리카코끼리 한 마리가 하루 평균 260ha의 식물을 먹어 버리고, 한 무리가 먹어 버린 지역의 식물이 다시 자라는 데는 40년이 걸린다. 이 때문에 코끼리가 살아가기 위해서는 광대한 토지가 필요한데, 이와 같은 토지는 인간들이 개발이라는 구실로 자연을 훼손하여 해마다 감소하고 있다.

### 인도 문화와의 관련성
코끼리는 신들이 타고 다니는 영수(靈獸)이다. 옛날 샤캬국의 수도인 카필라바스투라는 곳에서 슈도다나 왕의 부인 마야데비 왕비는 어느 날, 신비한 꿈을 꾸게 되는데 여섯 개의 이빨을 황금으로 치장한 하얀 코끼리가 내려와 코로 연꽃을 들고. 그녀 주위를 세 바퀴 돈 다음 연꽃송이를 건네주고 몸속으로 들어오는 태몽이었으니 연꽃이 불교를 상징하는 꽃이 된것이며 자연스럽게 흰 코끼리도 불교를 상징하는 동물이 된 것이다.

## 분류
현존하는 코끼리는 아프리카코끼리속에 속하는 아프리카코끼리와 둥근귀코끼리, 아시아코끼리속에 속하는 아시아코끼리의 2속 4종으로 나뉜다.
장비목(Proboscidea)
- 코끼리과(Elephantidae)
  - 아프리카코끼리속(Loxodonta)
    - 아프리카코끼리(Loxodonta africana)
    - 둥근귀코끼리(Loxodonta cyclotis)

  - 아시아코끼리속(Elephas)
    - 아시아코끼리(Elephas maximus)
      - 인도코끼리(Elephas maximus indicus)
      - 스리랑카코끼리(Elephas maximus maximus)
      - 수마트라코끼리(Elephas maximus sumatrensis)
      - 보르네오코끼리(Elephas maximus borneensis)

## 사진

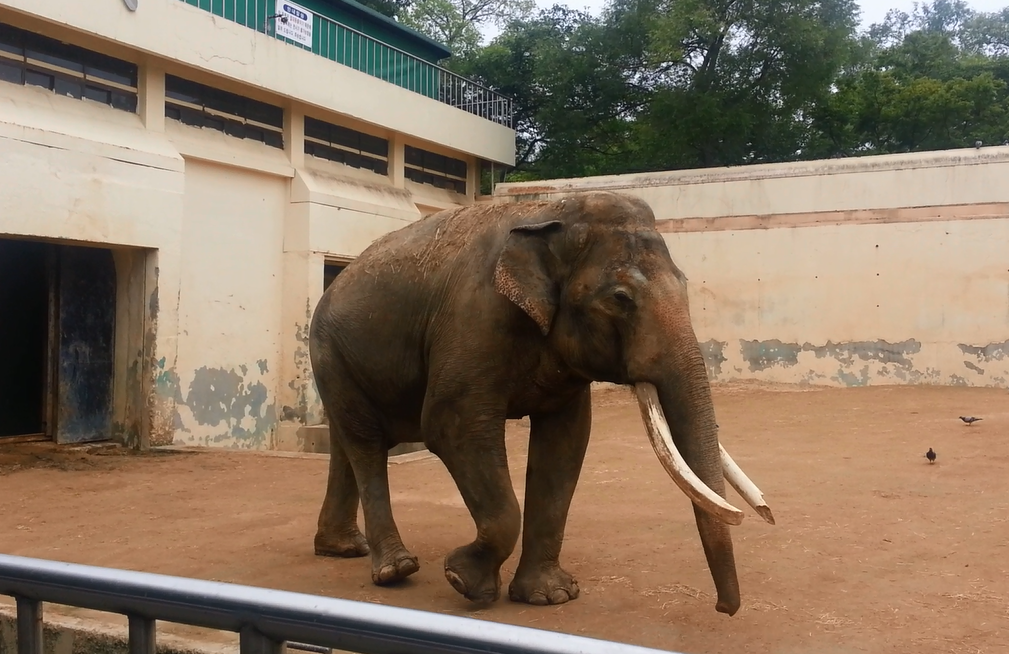
달성공원 동물원의 코끼리

## 같이 보기
- 아프리카코끼리
- 인도코끼리
- 아시아코끼리
- 코뿔소
- 하마
- 기린
- 얼룩말
- 사자
- 호랑이
- 표범
- 치타
- 하이에나
- 아프리카들개
- 악어
- 독수리
- 누
- 임팔라
- 가젤
- 오랑우탄
- 침팬지
- 멧돼지
- 들소
- 늑대
- 재칼
- 토끼
- 족제비
- 쥐
- 고양이
- 소
- 재규어
- 까치
- 까마귀